# Публічний виступ

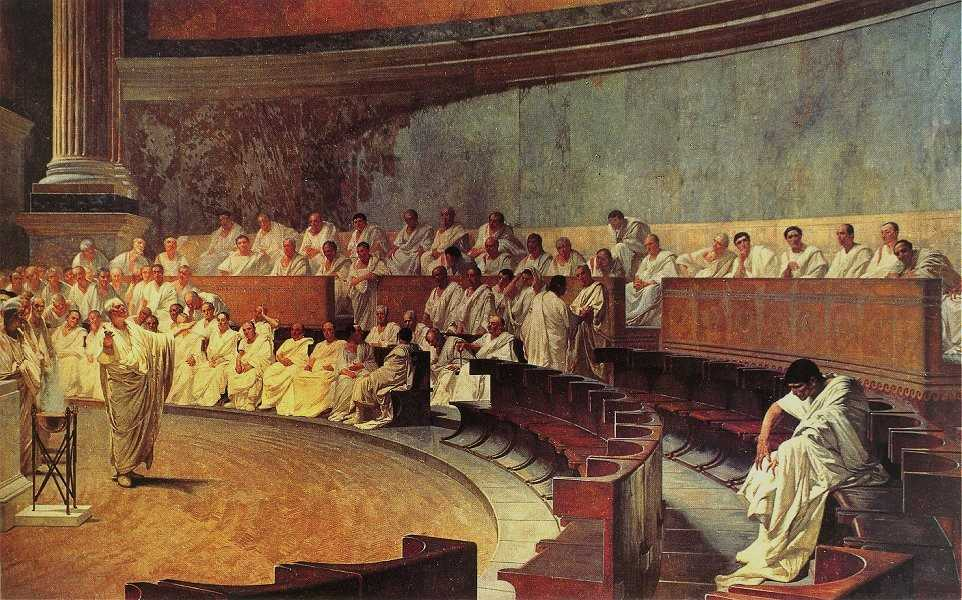
Цицерон виступає в сенаті Риму. Фреска в Палаццо Мадама, резиденції Сенату Італії в Римі.

Публі́чний ви́ступ — це різновид усного спілкування. Жанровими різновидами публічного виступу є доповідь (звітна, ділова, політична), промова (агітаційна, мітингова, ювілейна, судова), бесіда, лекція, репортаж, проповідь.
У підготовці публічного виступу потрібно враховувати певні психологічні засоби впливу на розум, почуття та волю слухачів, як, наприклад, переконливий, приємний, спокійний, природний голос, живий (зацікавлений) тон розмови, правильна та чітка вимова слів та продумана розстановка логічних наголосів у фразах (недотримання цього пункту може надати висловлюванню небажаної двозначності) тощо.

## Види
До основних ви́дів публі́чних ви́ступів належать судове, академічне, політичне, церковне, суспільно-побутове та діалогічне красномовство.

#### Судове красномовство
Юридичне (судове) красномовство (судова риторика) — це ораторські виступи учасників судочинства в процесі розгляду судової справи в залі суду. У таких виступах аналізуються докази, висловлюються позиція сторін та доводи, які можуть бути враховані судом під час складання вироку, рішення, постанови, ухвали. Зокрема, в судових дебатах учасники судових процесів (прокурор, адвокат, обвинувачений, потерпілий, позивач, відповідач, представник, тощо) підбивають підсумки судового розгляду справи.

### Академічне красномовство
Академі́чне красномо́вство — це ораторські виступи науковців та викладачів, які доповідають про результати наукових досліджень, популяризують досягнення науки, проводять лекції з навчальною метою.
Основними жанрами академічного красномовства є наукова доповідь, наукове повідомлення, наукова лекція, захист реферату або виступ на семінарському занятті, публічна лекція, бесіда. Основними вимогами до наукового виступу є доказовість, логічність висновків, відсутність двозначності в термінології, знання наукового матеріалу.
Під час читання лекції викладачеві важливо встановити контакт з аудиторією, для чого доцільно використовувати запитання до слухачів, дискусії, приклади з життя.

### Політичне красномовство
Політи́чне красномо́вство — це виступи ораторів, що представляють певну політичну силу чи освітлюють суспільно-політичну ситуацію. Характерними рисами політичної промови є ідейність, конфліктність, урочистий стиль. Жанри політичного красномовства: політична промова, доповідь, виступ, огляд.

### Церковне красномовство
До церко́вного красномо́вства традиційно відносять риторичні твори, що використовуються в практиці різних християнських конфесій. Основним жанром церковного красномовства є проповідь, яка являє собою коментування біблійних текстів, проілюстроване прикладами сучасного проповіднику життя, які допомагають наблизити біблійні істини до життєвих проблем слухачів. Характерними рисами церковного красномовства є повчальність, увага до моральних цінностей.

### Суспільно-побутове красномовство
Суспі́льно-побуто́ве красномо́вство — це влучне висловлювання в гострій чи цікавій ситуації, а також урочисте слово з нагоди якоїсь важливої події. Суспільно-побутове красномовство пов'язане із звичаями, з народними традиціями, які складалися століттями. До цього виду красномовства належать такі жанри, як ювілейна промова, вітальне слово, застільне слово, а також поминальна промова.

### Діалогічне красномовство
Діалогічне красномовство — це мистецтво, спрямоване на переконання суперників егоїстичними прийомами, за допомогою різних засобів таких як -  дебатах  на "чорному столі", інтерв'ю та публічних агітаціях народу, на прес-конференції тощо, коли відбувається зіткнення різних думок, позицій, ідей та релігій ідеологій.